# Этельвин (епископ Дарема)
Этельвин (англ. Æthelwine; умер около 1072) — последний англосаксонский епископ Дарема с 1056 года. Он был братом прежнего епископа Дарема Этельрика, который был вынужден покинуть свой пост в результате финансового скандала. Как и предшественник, Этельвин был назначен епископом с подачи графа Нортумбрии Тостига без участия монахов Даремского капитула, из-за чего был крайне непопулярен.
После Нормандского завоевания Англии Этельвин первоначально был лоялен новому королю Вильгельму I Завоевателю. После убийства в 1069 году графа Нортумбрии Роберта де Комина и последовавшего вскоре после этого вторжения датчан попытался бежать в Линдисфарн, прихватив многие нортумбрийские сокровища, включая тело Святого Кутберта, был пойман и заключён в темницу, где и умер.

## Биография
Этельвин был братом прежнего епископа Дарема Этельрика, который был вынужден покинуть своей пост в результате финансового скандала. Его кандидатура была выдвинута графом Нортумбрии Тостигом и утверждена королём Эдуардом Исповедником. В епископы Этельвин был посвящён в 1056 году.
В 1059 году Этельвин вместе с графом Тостигом и архиепископом Йорка Кинесигом сопровождал шотландского короля Малькольма III к английскому королевскому двору, где тот, возможно, принёс Эдуарду Исповеднику вассальную присягу. В 1065 году Этельвин руководил перевозкой мощей Святого Освина Дейрского в Дарем.
Этьельвин, как до этого и его брат, был крайне непопулярен среди духовенства своего капитула. Главной причиной этого был тот факт, что он был чужаком, назначенным на должность епископа без какого-либо участия главы капитула. В 1065 году монахи Даремского капитула возглавили восстание против графа Тостига, которое оказалось успешным, однако Этельвин смог остаться на посту епископа.
После Нормандского завоевания Англии Этельвин первоначально был лоялен новому королю Вильгельму I Завоевателю, летом 1068 года в Йорке принеся ему вассальную присягу. Это подчинение последовало после того, как король построил в Йорке первый замок и принял присягу у большинства северных тэнов. Этельвин также привёз Вильгельму известие от короля Шотландии Малькольма III, что тот желает жить в мире с английским монархом. В ответ английский король отправил епископа к шотландскому королю с сообщением, что принимает его условия.
В декабре 1068 года в Дарем прибыл новый граф Нортумбрии Роберт де Комин в сопровождении отряда, количество воинов в котором варьируется в источниках от 500 до 900. И все они, кроме двоих рыцарей, были убиты 28 или 31 января 1069 года. Симеон Даремский в своём церковном трактате «Libellus de exordio» сообщает, что нортумбрийцы, узнавшие о походе на них отряда Комина, собирались бежать, но этому помешала сильная метель. В результате они решили убить графа. Когда Роберт прибыл в Дарем, его встретил епископ Этельвин, предупредив о недоброжелательности жителей и посоветовавший не входить в город. Однако Комин отказался прислушаться к предупреждению и устроил свой лагерь в Дареме, где его люди начали бесчинствовать, ведя себя как в захваченном городе. Узнав об этом, нортумбрийцы, жившие к северу от реки Тайн, двинулись на юг и ночью ворвались через городские ворота, убивая всех нормандцев, которых встречали. Сам граф, поселившийся в доме епископа, смог отбить нападение. После этого нортумбрийцы решили поджечь епископскую резиденцию; когда Роберт, спасаясь от огня, выбежал из дома, он был убит. От горящего здания грозила загореться западная башня собора, но «молитвы духовенства и горожан святому Кутберту» и встречный ветер отогнали огонь.
Когда Вильгельм I Завоеватель отправился в Северную Англию после вторжения туда датчан с военной кампанией, вошедшей в историю под названием «Опустошения Севера», Этельвин прихватил многие нортумбрийские сокровища, включая тело Святого Кутберта, и попытался бежать в Линдисфарн. Однако его поймали, объявили вне закона и заключили в темницу, где он и умер зимой 1071/1072 года. Даремская кафедра после этого какое-то время оставалась вакантной, пока новым епископом не был назначен уроженец Лотарингии Уильям Валшер.